# 鲍勃·多尔 (篮球运动员)
罗伯特·W·多尔（英語：Robert W. Doll，1919年8月10日—1959年9月13日），美国NBA联盟前职业篮球运动员。